# Manuel Ávalos Prado

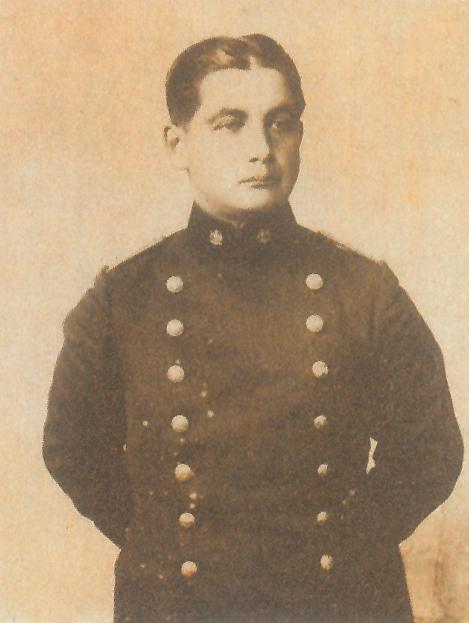
Manuel Ávalos Prado.

Manuel Ávalos Prado (Santiago de Chile, 2 de agosto de 1885-id.,3 de enero de 1919) fue un militar y aviador chileno. Segundo director de la Escuela de Aeronáutica Militar, después del coronel Carlos Hinojosa Peñailillo.

## Biografía
Sobrino y ahijado del General Arístides Pinto, un renombrado oficial de Ejército, quien llegó a ser Jefe del Estado Mayor General y gran impulsor de la Aeronáutica Militar. 
En febrero de 1901, con 15 años, ingresa como cadete a la Escuela Militar. Recibiendo, tres años más tarde, su título de Alférez en el arma de Artillería. El 8 de marzo de 1904 fue destinado al Regimiento "Miraflores", después de haber recibido su título de oficial. Ascendido al grado de teniente primero el 10 de diciembre de 1907, ingresando como alumno a la Escuela de Caballería. Prestaba sus servicios en esta unidad, cuando el Gobierno resolvió enviarlo en febrero de 1911, a Europa para estudiar la incipiente ciencia de “aviación”. El objetivo del Ejército era formar a oficiales que tuvieran los conocimientos necesarios en esta área, indispensable para iniciar este tipo de actividades en estos confines del mundo para la época.
En Europa, Ávalos obtuvo el título de piloto en la Escuela Bleriot y luego perfeccionó sus conocimientos en la Escuela de José Luis Sánchez Beza. Su ejemplo, habilidad natural, coraje y determinación, gatillo en el resto de los jóvenes oficiales un potente anhelo de participar de esta nueva dimensión de la vida militar. En el extranjero fue ascendido a Capitán. 
De regreso a Chile, en 1913, como el aviador militar de más experiencia en el país, realizó el primer vuelo de un avión militar y se le encomendó como Director Interino de la incipiente Escuela de Aeronáutica Militar. Su extraordinario entusiasmo, compromiso y carácter contagió fuertemente a sus colaboradores quienes dieron origen a la Escuela de Aviación, la primera en América y una de las más antiguas del mundo. Un lugar donde empezaron a formarse las generaciones de pilotos que tuvieron como primer instructor a este destacado oficial.
A su carácter tranquilo como instructor, Ávalos unía una sólida experiencia y vocación por el vuelo, predicando con el ejemplo cada vez que debía hacer cumplir a sus alumnos cualquier delicada misión en el aire. “Si quieres bien aterrizar, una vuelta de pista antes debes dar”, recomendaba el oficial, cuya observancia permitió evitar muchos accidentes causados por la inexperiencia y la obvia fragilidad de los aeroplanos de esa época.
No mantuvo el cargo de Director, no obstante sus condiciones de liderazgo, a causa de su juventud y poca graduación. El General Pinto Concha, bajo cuya dependencia estaba la Escuela de Aviación, resolvió, entregar la dirección de este Establecimiento, al Mayor Carlos Lira. El Capitán Ávalos fue destinado como alumno a la Academia de Guerra, en donde lo sorprendió la muerte víctima de tifus exantemático.
El fallecimiento tan prematuro de este distinguido oficial fue hondamente lamentado, y sus funerales dieron ocasión para que se exteriorizaran las arraigadas simpatías con que contaba entre sus numerosos amigos civiles y militares. En el cementerio hicieron uso de la palabra el General Hurtado Wilson, Jefe del Estado Mayor, los capitanes de la Academia de Guerra, González y Fuentes, el Teniente Dagoberto Godoy y Clodomiro Figueroa. Posteriormente y para conmemorar el nombre del Capitán Ávalos, un avión Avro de instrucción, paseó su nombre en las alturas.